# Championnat d'Europe féminin de hockey en salle 2016
Navigation
Championnat d'Europe 2014 Championnat d'Europe 2018
Le championnat d'Europe féminin de hockey en salle 2016 est la 18e édition du Championnat d'Europe féminin de hockey en salle. Il a lieu du 22 au 24 janvier 2016 à Minsk en Biélorussie.

## Équipes
- Allemagne
- Autriche
- Belgique
- Biélorussie
- Pays-Bas
- Pologne
- Tchéquie
- Ukraine

## Premier tour

### Groupe A
| Rang | Équipe   | Pts | J | G | N | P | Bp | Bc | Diff |
| ---- | -------- | --- | - | - | - | - | -- | -- | ---- |
| 1    | Pays-Bas | 9   | 3 | 3 | 0 | 0 | 23 | 2  | +21  |
| 2    | Pologne  | 6   | 3 | 2 | 0 | 1 | 9  | 10 | -1   |
| 3    | Tchéquie | 3   | 3 | 1 | 0 | 2 | 6  | 13 | -7   |
| 4    | Belgique | 0   | 3 | 0 | 0 | 3 | 2  | 15 | -13  |

| 22 janvier 2016 | Pays-Bas | 9 - 0   | Pologne |                                             |                                             |
| 10h00           | Hulsen 2, 9, 15e · Veen 8e · L. van Wijk 17e · Vorstenbosch 19e · van den Assem 25e · Matla 28e · de Lange 30e | (6 - 0) |         | Arbitrage : Violeta Eismayer Olena Klymenko | Arbitrage : Violeta Eismayer Olena Klymenko |
| 10h00           | Rapport |         |         | Arbitrage : Violeta Eismayer Olena Klymenko | Arbitrage : Violeta Eismayer Olena Klymenko |

| 22 janvier 2016 | Tchéquie                                                    | 5 - 0   | Belgique |                                                     |                                                     |
| 11h10           | Bizova 10, 21e · Reichlova 24e · Haklova 27e · Kolarova 29e | (1 - 0) |          | Arbitrage : Michelle Meister Liudmila Aleinikoviene | Arbitrage : Michelle Meister Liudmila Aleinikoviene |
| 11h10           | Rapport                                                     |         |          | Arbitrage : Michelle Meister Liudmila Aleinikoviene | Arbitrage : Michelle Meister Liudmila Aleinikoviene |

| 22 janvier 2016 | Pologne                                      | 5 - 1   | Belgique                         |                                            |                                            |
| 16h00           | Wieloch 13e · Okaj 19, 40e · Katerla 25, 28e | (2 - 0) | vander Gracht 31e                | Arbitrage : Daniela Kavanova Frances Block | Arbitrage : Daniela Kavanova Frances Block |
| 16h00           |                                              | Rapport | Patriarche 27e · O. Duquesne 39e | Arbitrage : Daniela Kavanova Frances Block | Arbitrage : Daniela Kavanova Frances Block |

| 22 janvier 2016 | Tchéquie  | 1 - 9   | Pays-Bas                                                                                                |                                                     |                                                     |
| 17h10           | Bizova 8e | (1 - 6) | Hulsen 2e · de Lange 4, 20e · K. van Wijk 6, 26e · Zwinkels 9, 17e · Vorstenbosch 24e · L. van Wijk 27e | Arbitrage : Liudmila Aleinikoviene Violeta Eismayer | Arbitrage : Liudmila Aleinikoviene Violeta Eismayer |
| 17h10           | Rapport   |         | | Arbitrage : Liudmila Aleinikoviene Violeta Eismayer | Arbitrage : Liudmila Aleinikoviene Violeta Eismayer |

| 23 janvier 2016 | Pays-Bas                                                        | 5 - 1   | Belgique  |                                                          |                                                          |
| 9h00            | Hulsen 3e · K. van Wijk 7e · L. van Wijk 23, 30e · Zwinkels 27e | (2 - 0) | Motte 37e | Arbitrage : Katarzyna Grudziewicz Liudmila Aleinikoviene | Arbitrage : Katarzyna Grudziewicz Liudmila Aleinikoviene |
| 9h00            | Rapport                                                         |         |           | Arbitrage : Katarzyna Grudziewicz Liudmila Aleinikoviene | Arbitrage : Katarzyna Grudziewicz Liudmila Aleinikoviene |

| 23 janvier 2016 | Pologne                                              | 4 - 0   | Tchéquie   |                                             |                                             |
| 10h10           | Katerla 28e · Sztybrych 34e · Wieloch 40e · Okaj 40e | (0 - 0) |            | Arbitrage : Olena Klymenko Michelle Meister | Arbitrage : Olena Klymenko Michelle Meister |
| 10h10           |                                                      | Rapport | Bizova 20e | Arbitrage : Olena Klymenko Michelle Meister | Arbitrage : Olena Klymenko Michelle Meister |

### Groupe B
| Rang | Équipe      | Pts | J | G | N | P | Bp | Bc | Diff |
| ---- | ----------- | --- | - | - | - | - | -- | -- | ---- |
| 1    | Biélorussie | 9   | 3 | 3 | 0 | 0 | 10 | 5  | +5   |
| 2    | Allemagne   | 6   | 3 | 2 | 0 | 1 | 6  | 4  | +2   |
| 3    | Ukraine     | 3   | 3 | 1 | 0 | 2 | 7  | 5  | +2   |
| 4    | Autriche    | 0   | 3 | 0 | 0 | 3 | 2  | 11 | -9   |

| 22 janvier 2016 | Autriche  | 1 - 6   | Ukraine                                                             |                                                 |                                                 |
| 12h20           | Zerbs 36e | (0 - 3) | Shevchenko 2e · Kernoz 8e · Vorushylo 17, 31e · Honcharenko 27, 34e | Arbitrage : Frances Block Katarzyna Grudziewicz | Arbitrage : Frances Block Katarzyna Grudziewicz |
| 12h20           | Rapport   |         |                                                                     | Arbitrage : Frances Block Katarzyna Grudziewicz | Arbitrage : Frances Block Katarzyna Grudziewicz |

| 22 janvier 2016 | Allemagne                 | 3 - 4   | Biélorussie                                                |                                           |                                           |
| 13h30           | Meffert 7e · Huse 36, 38e | (1 - 2) | Batura 1e · Kurhanskaya 20e · Silitskaya 24e · Papkova 35e | Arbitrage : Sarah Wilson Daniela Kavanova | Arbitrage : Sarah Wilson Daniela Kavanova |
| 13h30           |                           | Rapport | Bahushevich 20e · Papkova 36e                              | Arbitrage : Sarah Wilson Daniela Kavanova | Arbitrage : Sarah Wilson Daniela Kavanova |

| 22 janvier 2016 | Autriche | 0 - 2   | Allemagne                                  |                                                  |                                                  |
| 18h20           |          | (0 - 0) | Müller-Wieland 25e · Martine-Pelegrina 29e | Arbitrage : Céline Martin-Schmets Claire Druijts | Arbitrage : Céline Martin-Schmets Claire Druijts |
| 18h20           |          | Rapport | Müller-Wieland 33e                         | Arbitrage : Céline Martin-Schmets Claire Druijts | Arbitrage : Céline Martin-Schmets Claire Druijts |

| 22 janvier 2016 | Biélorussie                                   | 3 - 1   | Ukraine    |                                                    |                                                    |
| 19h45           | Syrayezhka 21e · Batura 39e · Kurhanskaya 40e | (0 - 0) | Kernoz 37e | Arbitrage : Michelle Meister Katarzyna Grudziewicz | Arbitrage : Michelle Meister Katarzyna Grudziewicz |
| 19h45           | Silitskaya 29e                                | Rapport |            | Arbitrage : Michelle Meister Katarzyna Grudziewicz | Arbitrage : Michelle Meister Katarzyna Grudziewicz |

| 23 janvier 2016 | Allemagne   | 1 - 0   | Ukraine         |                                         |                                         |
| 11h20           | Meffert 36e | (0 - 0) |                 | Arbitrage : Claire Druijts Sarah Wilson | Arbitrage : Claire Druijts Sarah Wilson |
| 11h20           |             | Rapport | Ponomarenko 29e | Arbitrage : Claire Druijts Sarah Wilson | Arbitrage : Claire Druijts Sarah Wilson |

| 23 janvier 2016 | Biélorussie                               | 3 - 1   | Autriche         |                                                 |                                                 |
| 12h30           | Bahushevich 8e · Batura 18e · Papkova 35e | (2 - 0) | Langinja 25e     | Arbitrage : Céline Martin-Schmets Frances Block | Arbitrage : Céline Martin-Schmets Frances Block |
| 12h30           | Halinouskaya 39e                          | Rapport | A. Lenzinger 36e | Arbitrage : Céline Martin-Schmets Frances Block | Arbitrage : Céline Martin-Schmets Frances Block |

## Groupe C (maintien)
Les résultats entre les équipes d'un même groupe au premier tour sont conservés.
| Rang | Équipe   | Pts | J | G | N | P | Bp | Bc | Diff |
| ---- | -------- | --- | - | - | - | - | -- | -- | ---- |
| 5    | Ukraine  | 7   | 3 | 2 | 1 | 0 | 12 | 6  | +6   |
| 6    | Tchéquie | 4   | 3 | 1 | 1 | 1 | 10 | 6  | +4   |
| 7    | Autriche | 2   | 3 | 0 | 2 | 1 | 6  | 11 | -5   |
| 8    | Belgique | 2   | 3 | 0 | 2 | 2 | 5  | 10 | -5   |

| 23 janvier 2016 | Belgique                            | 2 - 2   | Autriche                 |                                                   |                                                   |
| 15h30           | T. Duquesne 19e · vander Gracht 38e | (1 - 0) | Vukovich 25e · Busch 33e | Arbitrage : Olena Klymenko Liudmila Aleinikoviene | Arbitrage : Olena Klymenko Liudmila Aleinikoviene |
| 15h30           | T. Duquesne 40e                     | Rapport |                          | Arbitrage : Olena Klymenko Liudmila Aleinikoviene | Arbitrage : Olena Klymenko Liudmila Aleinikoviene |

| 23 janvier 2016 | Tchéquie       | 2 - 3   | Ukraine                           |                                                    |                                                    |
| 16h40           | Bizova 22, 40e | (0 - 2) | Vorushylo 7, 39e · Shevchenko 20e | Arbitrage : Céline Martin-Schmets Violeta Eismayer | Arbitrage : Céline Martin-Schmets Violeta Eismayer |
| 16h40           | Kyndlova 39e   | Rapport |                                   | Arbitrage : Céline Martin-Schmets Violeta Eismayer | Arbitrage : Céline Martin-Schmets Violeta Eismayer |

| 24 janvier 2016 | Ukraine                                      | 3 - 3   | Belgique                            |                                             |                                             |
| 10h00           | Shevchenko 9e · Honcharenko 14e · Sitalo 25e | (2 - 0) | T. Duquesne 28e · Ronquetti 32, 37e | Arbitrage : Daniela Kavanova Claire Druijts | Arbitrage : Daniela Kavanova Claire Druijts |
| 10h00           | Rapport                                      |         |                                     | Arbitrage : Daniela Kavanova Claire Druijts | Arbitrage : Daniela Kavanova Claire Druijts |

| 24 janvier 2016 | Tchéquie          | 3 - 3   | Autriche                |                                         |                                         |
| 11h10           | Bizova 3, 38, 40e | (1 - 2) | Zerbs 2, 29e · Busch 7e | Arbitrage : Sarah Wilson Olena Klymenko | Arbitrage : Sarah Wilson Olena Klymenko |
| 11h10           | Rapport           |         |                         | Arbitrage : Sarah Wilson Olena Klymenko | Arbitrage : Sarah Wilson Olena Klymenko |

## Phase à élimination directe

### Tableau
|  | Demi-finales    | Demi-finales    |                        |       | Finale          | Finale          |
|  | Demi-finales    | Demi-finales    |                        |       | Finale          | Finale          |
|  |                 |                 |                        |       |                 |                 |
|  | 23 janvier 2016 | 23 janvier 2016 |                        |       | 24 janvier 2016 | 24 janvier 2016 |
|  | 23 janvier 2016 | 23 janvier 2016 |                        |       | 24 janvier 2016 | 24 janvier 2016 |
|  | Pays-Bas        | 5               |                        |       | 24 janvier 2016 | 24 janvier 2016 |
|  | Pays-Bas        | 5               |                        |       | 24 janvier 2016 | 24 janvier 2016 |
|  | Allemagne       | 2               |                        |       | 24 janvier 2016 | 24 janvier 2016 |
|  | Allemagne       | 2               | Pays-Bas               | 6     |                 |                 |
|  | 23 janvier 2016 |                 | Pays-Bas               | 6     |                 |                 |
|  |                 | Pologne         | 2                      |       |                 |                 |
|  | Biélorussie     | Pologne         | 2                      | 1 (2) |                 |                 |
|  | Biélorussie     |                 |                        | 1 (2) |                 |                 |
|  | Pologne         | 1 (3)           |                        |       |                 |                 |
|  | Pologne         | 1 (3)           | Match pour la 3e place |       |                 |                 |
|  |                 |                 |                        |       |                 |                 |
|  | 24 janvier 2016 |                 |                        |       |                 |                 |
|  |                 |                 |                        |       |                 |                 |
|  | Allemagne       | 5               |                        |       |                 |                 |
|  | Allemagne       | 5               |                        |       |                 |                 |
|  | Biélorussie     | 6               |                        |       |                 |                 |
|  | Biélorussie     | 6               |                        |       |                 |                 |

### Demi-finales
| 23 janvier 2016 | Pays-Bas                                               | 5 - 2   | Allemagne                       |                                        |                                        |
| 17h50           | Muyselaar 12e · L. van Wijk 18, 29, 34e · Zwinkels 35e | (2 - 1) | Dudorov 9e · Müller-Wieland 32e | Arbitrage : Frances Block Sarah Wilson | Arbitrage : Frances Block Sarah Wilson |
| 17h50           | Rapport                                                |         |                                 | Arbitrage : Frances Block Sarah Wilson | Arbitrage : Frances Block Sarah Wilson |

| 23 janvier 2016 | Biélorussie                                       | 1 - 1             | Pologne                                             |                                             |                                             |
| 19h15           | Kurhanskaya 11e                                   | (1 - 0)           | Slawinska 23e                                       | Arbitrage : Michelle Meister Claire Druijts | Arbitrage : Michelle Meister Claire Druijts |
| 19h15           | Rapport                                           |                   |                                                     | Arbitrage : Michelle Meister Claire Druijts | Arbitrage : Michelle Meister Claire Druijts |
| 19h15           | Papkova · Batura · Kurhanskaya · Papkova · Batura | Tirs au but 2 - 3 | Slawinska · Katerla · Wieloch · Slawinska · Katerla | Arbitrage : Michelle Meister Claire Druijts | Arbitrage : Michelle Meister Claire Druijts |

### Match pour la troisième place
| 24 janvier 2016 | Biélorussie                                                       | 6 - 5   | Allemagne                                                 |                                                    |                                                    |
| 13h00           | Batura 3, 32e · Papkova 5, 39e · Bahushevich 23e · Syrayezhka 33e | (2 - 2) | Windfeder 15e · Huse 16, 38e · Dudorov 23e · Lorenzen 30e | Arbitrage : Violeta Eismayer Céline Martin-Schmets | Arbitrage : Violeta Eismayer Céline Martin-Schmets |
| 13h00           |                                                                   | Rapport | Huse 31e                                                  | Arbitrage : Violeta Eismayer Céline Martin-Schmets | Arbitrage : Violeta Eismayer Céline Martin-Schmets |

### Finale
| 24 janvier 2016 | Pologne             | 2 - 6   | Pays-Bas                                                                         |                                            |                                            |
| 14h30           | Mika 18e · Okaj 28e | (1 - 2) | Zwinkels 4e · L. van Wijk 16e · Hulsen 22e · de Lange 30e · Veen 31e · Matla 37e | Arbitrage : Frances Block Michelle Meister | Arbitrage : Frances Block Michelle Meister |
| 14h30           | Slawinska 13e       | Rapport |                                                                                  | Arbitrage : Frances Block Michelle Meister | Arbitrage : Frances Block Michelle Meister |

## Classement final
| Rang               | Équipe      |
| ------------------ | ----------- |
| Médaille d'or      | Pays-Bas    |
| Médaille d'argent  | Pologne     |
| Médaille de bronze | Biélorussie |
| 4                  | Allemagne   |
| 5                  | Ukraine     |
| 6                  | Tchéquie    |
| 7                  | Autriche    |
| 8                  | Belgique    |